# Bitwa w Mogadiszu (2006)
Bitwa w Mogadiszu (marzec 2006 – 6 czerwca 2006) – bitwa między islamistycznymi bojownikami Unii Trybunałów Islamskich, a rządowym Sojuszem na rzecz Przywrócenia Pokoju i Walki z Terroryzmem o kontrolę nad stolicą Somalii. Bitwa zakończyła się wyparciem watażków z Mogadiszu i przejęciem władzy przez Unię Trybunałów Islamskich.
Ze względu na rosnącą rolę Unii Trybunałów Islamskich, w połowie lutego 2006 powołano Sojusz na rzecz Przywrócenia Pokoju i Walki z Terroryzmem – porozumienie poważnych watażków, biznesmenów i ministrów Tymczasowego Rządu Federalnego, finansowane przez Stany Zjednoczone. Wówczas rozpoczął się konflikt między stronami.
Ciężkie walki w Mogadiszu wybuchły w marcu 2006. Raport BBC News z 24 marca 2006 donosił o 70 zabitych w walkach ulicznych. Były to wówczas najpoważniejsze starcia w stolicy od dekady. W maju 2006 nastąpiła intensyfikacja walk, a rebelianci z Unii Trybunałów Islamskich kontrowali 80% powierzchni miasta.
5 czerwca 2006 premier Somalii Ali Mohammed Ghedi, zdymisjonował czterech ministrów oraz parlament. Zaprosił też do rozmów islamistów, których lider Szarif Szajh Ahmed ogłosił 6 czerwca 2006 przejęcie kontroli nad Mogadiszu.
Po zdobyciu Mogadiszu przez rebeliantów, przejęli oni później kontrolę nad połową kraju. Rozbroili prywatne milicje, położyli też kres przestępczości. Po raz pierwszy w kraju zapanował pokój, choć ceną za niego były drakońskie prawa talibów. W związku z rozszerzeniem się wpływów islamistów w Somalii, Etiopia wprowadziła wojsko w obronie somalijskiego rządu. W grudniu 2006 w wyniku zbrojnej interwencji etiopskich wojsk w Somalii, islamiści ponieśli druzgocąca klęskę.
29 grudnia 2006 siły etiopskie i rządowe wkroczyły do Mogadiszu. Ghedi został z entuzjazmem przywitany przez miejscową ludność. Jedną z jego pierwszych decyzji było wprowadzenie stanu wojennego na okres trzech miesięcy oraz rozbrojenie grup wojskowych. Jednak rebelianci zapoczątkowali długą wojnę partyzancką.